# Дом, где жил В. М. Конашевич
Дом, где жил В. М. Конашевич — памятник истории местного значения в Чернигове. Сейчас здание не используется.

## История
Решением исполкома Черниговского областного совета народных депутатов трудящихся от 30.08.1991 № 193 присвоен статус памятник истории местного значения с охранным № 3456 под названием Дом, где жил художник В. М. Конашевич.
Приказом Департамента культуры и туризма, национальностей и религий Черниговской областной государственной администрации от 07.06.2019 № 223 для памятника истории используется название Дом, где с 1897 по 1908 годы жил художник В. М. Конашевич. В документах ошибочно указывают период 1897—1915 годы.
Здание имеет собственную «территорию памятника», расположено в «комплексной охранной зоне» (включает большую часть квартала улиц Василия Стуса, Мстиславской, Гончей — здание Черниговской электростанции и другие дома), согласно правилам застройки и использования территории. На здании установлена информационная доска.

## Описание
Дом построен в 19 веке на углу Мстиславской и Воскресенской (сейчас Василия Стуса) улиц и наряду с другими домами улицы является примером градостроения 19-20 веков. Деревянный, одноэтажный на кирпичном фундаменте, прямоугольный в плане дом, с четырёхскатной крышей. Фасад асимметричный: 5-оконный со стороны улицы Чернышевского и 2-оконный — Мстиславской (одно окно заложено, ранее 3-оконный). Фасад со скромными наличниками и горизонтальной обшивкой стен, окна увенчаны сандриками. Фасад со входом направлен к Мстиславской улице.
В доме в период 1897—1908 годы с родителями жил будущий художник Владимир Михайлович Конашевич. Он учился в Черниговской гимназии, затем перешёл в Черниговское реальное училище. В 1908 году продолжил учёбу уже в Москве.
В 1963 году Владимир Конашевич написал документальное произведение «О себе и своём деле», где рассказал про дом и Мстиславскую улицу в Чернигове.
Сейчас здание не используется. В нарушение закона, часть фасада со стороны Мстиславской была изменена: замена окна на дверь и пристроена лестница для входа, обшивка сайдингом.